# Чорноуса тема
Те́ма Чорноу́са — тема в шаховій композиції кооперативного жанру. Суть теми — в процесі рішення тематична чорна лінійна фігура оголошує шах білому королю, захищаючись від цього шаху, білі зв'язують свою фігуру, і наступним ходом ця ж тематична чорна фігура розв'язує білу й у фіналі блокує поле біля чорного короля, тоді розв'язана біла фігура оголошує мат.

## Історія
Цю ідею запропонував у кінці ХХ століття український шаховий композитор Володимир Михайлович Чорноус (16.11.1933).
Ідея насичена стратегічними моментами — чорні оголошують шах білому королю, та ще й і після цього білі самі зв'язують свою тематичну фігуру, а в наступній грі чорні блокують поле біля свого короля і розв'язують цю білу фігуру, яка наступним ходом оголошує мат чорному королю.
Ідея дістала назву — тема Чорноуса.
Ця ідея дещо подібна до теми Угнівенка, але є суттєві відмінності. При вираженні теми Чорноуса на першому тематичному ході білим оголошується шах в будь-який спосіб, а поле біля короля блокується чорними на останньому ході разом з розв'язуванням білої фігури, яка наступним ходом оголосить мат. В темі Угнівенка поле блокується на першому ході разом з оголошенням білому королю шаху і після розв'язування чорними білої фігури, щоб вона могла оголосити мат, чорні перекривають свою тематичну лінійну фігуру.
|   | a | b | c | d | e | f | g | h |   |
| 8 | e8 білий король · f7 білий пішак · h7 чорний слон · c6 чорний кінь · d6 чорна тура · f6 білий пішак · c4 чорний кінь · d3 чорний король · e3 білий пішак · c2 чорна тура · d2 чорний слон · f2 білий пішак · g2 чорний пішак · h2 чорний ферзь | e8 білий король · f7 білий пішак · h7 чорний слон · c6 чорний кінь · d6 чорна тура · f6 білий пішак · c4 чорний кінь · d3 чорний король · e3 білий пішак · c2 чорна тура · d2 чорний слон · f2 білий пішак · g2 чорний пішак · h2 чорний ферзь | e8 білий король · f7 білий пішак · h7 чорний слон · c6 чорний кінь · d6 чорна тура · f6 білий пішак · c4 чорний кінь · d3 чорний король · e3 білий пішак · c2 чорна тура · d2 чорний слон · f2 білий пішак · g2 чорний пішак · h2 чорний ферзь | e8 білий король · f7 білий пішак · h7 чорний слон · c6 чорний кінь · d6 чорна тура · f6 білий пішак · c4 чорний кінь · d3 чорний король · e3 білий пішак · c2 чорна тура · d2 чорний слон · f2 білий пішак · g2 чорний пішак · h2 чорний ферзь | e8 білий король · f7 білий пішак · h7 чорний слон · c6 чорний кінь · d6 чорна тура · f6 білий пішак · c4 чорний кінь · d3 чорний король · e3 білий пішак · c2 чорна тура · d2 чорний слон · f2 білий пішак · g2 чорний пішак · h2 чорний ферзь | e8 білий король · f7 білий пішак · h7 чорний слон · c6 чорний кінь · d6 чорна тура · f6 білий пішак · c4 чорний кінь · d3 чорний король · e3 білий пішак · c2 чорна тура · d2 чорний слон · f2 білий пішак · g2 чорний пішак · h2 чорний ферзь | e8 білий король · f7 білий пішак · h7 чорний слон · c6 чорний кінь · d6 чорна тура · f6 білий пішак · c4 чорний кінь · d3 чорний король · e3 білий пішак · c2 чорна тура · d2 чорний слон · f2 білий пішак · g2 чорний пішак · h2 чорний ферзь | e8 білий король · f7 білий пішак · h7 чорний слон · c6 чорний кінь · d6 чорна тура · f6 білий пішак · c4 чорний кінь · d3 чорний король · e3 білий пішак · c2 чорна тура · d2 чорний слон · f2 білий пішак · g2 чорний пішак · h2 чорний ферзь | 8 |
| 7 | e8 білий король · f7 білий пішак · h7 чорний слон · c6 чорний кінь · d6 чорна тура · f6 білий пішак · c4 чорний кінь · d3 чорний король · e3 білий пішак · c2 чорна тура · d2 чорний слон · f2 білий пішак · g2 чорний пішак · h2 чорний ферзь | e8 білий король · f7 білий пішак · h7 чорний слон · c6 чорний кінь · d6 чорна тура · f6 білий пішак · c4 чорний кінь · d3 чорний король · e3 білий пішак · c2 чорна тура · d2 чорний слон · f2 білий пішак · g2 чорний пішак · h2 чорний ферзь | e8 білий король · f7 білий пішак · h7 чорний слон · c6 чорний кінь · d6 чорна тура · f6 білий пішак · c4 чорний кінь · d3 чорний король · e3 білий пішак · c2 чорна тура · d2 чорний слон · f2 білий пішак · g2 чорний пішак · h2 чорний ферзь | e8 білий король · f7 білий пішак · h7 чорний слон · c6 чорний кінь · d6 чорна тура · f6 білий пішак · c4 чорний кінь · d3 чорний король · e3 білий пішак · c2 чорна тура · d2 чорний слон · f2 білий пішак · g2 чорний пішак · h2 чорний ферзь | e8 білий король · f7 білий пішак · h7 чорний слон · c6 чорний кінь · d6 чорна тура · f6 білий пішак · c4 чорний кінь · d3 чорний король · e3 білий пішак · c2 чорна тура · d2 чорний слон · f2 білий пішак · g2 чорний пішак · h2 чорний ферзь | e8 білий король · f7 білий пішак · h7 чорний слон · c6 чорний кінь · d6 чорна тура · f6 білий пішак · c4 чорний кінь · d3 чорний король · e3 білий пішак · c2 чорна тура · d2 чорний слон · f2 білий пішак · g2 чорний пішак · h2 чорний ферзь | e8 білий король · f7 білий пішак · h7 чорний слон · c6 чорний кінь · d6 чорна тура · f6 білий пішак · c4 чорний кінь · d3 чорний король · e3 білий пішак · c2 чорна тура · d2 чорний слон · f2 білий пішак · g2 чорний пішак · h2 чорний ферзь | e8 білий король · f7 білий пішак · h7 чорний слон · c6 чорний кінь · d6 чорна тура · f6 білий пішак · c4 чорний кінь · d3 чорний король · e3 білий пішак · c2 чорна тура · d2 чорний слон · f2 білий пішак · g2 чорний пішак · h2 чорний ферзь | 7 |
| 6 | e8 білий король · f7 білий пішак · h7 чорний слон · c6 чорний кінь · d6 чорна тура · f6 білий пішак · c4 чорний кінь · d3 чорний король · e3 білий пішак · c2 чорна тура · d2 чорний слон · f2 білий пішак · g2 чорний пішак · h2 чорний ферзь | e8 білий король · f7 білий пішак · h7 чорний слон · c6 чорний кінь · d6 чорна тура · f6 білий пішак · c4 чорний кінь · d3 чорний король · e3 білий пішак · c2 чорна тура · d2 чорний слон · f2 білий пішак · g2 чорний пішак · h2 чорний ферзь | e8 білий король · f7 білий пішак · h7 чорний слон · c6 чорний кінь · d6 чорна тура · f6 білий пішак · c4 чорний кінь · d3 чорний король · e3 білий пішак · c2 чорна тура · d2 чорний слон · f2 білий пішак · g2 чорний пішак · h2 чорний ферзь | e8 білий король · f7 білий пішак · h7 чорний слон · c6 чорний кінь · d6 чорна тура · f6 білий пішак · c4 чорний кінь · d3 чорний король · e3 білий пішак · c2 чорна тура · d2 чорний слон · f2 білий пішак · g2 чорний пішак · h2 чорний ферзь | e8 білий король · f7 білий пішак · h7 чорний слон · c6 чорний кінь · d6 чорна тура · f6 білий пішак · c4 чорний кінь · d3 чорний король · e3 білий пішак · c2 чорна тура · d2 чорний слон · f2 білий пішак · g2 чорний пішак · h2 чорний ферзь | e8 білий король · f7 білий пішак · h7 чорний слон · c6 чорний кінь · d6 чорна тура · f6 білий пішак · c4 чорний кінь · d3 чорний король · e3 білий пішак · c2 чорна тура · d2 чорний слон · f2 білий пішак · g2 чорний пішак · h2 чорний ферзь | e8 білий король · f7 білий пішак · h7 чорний слон · c6 чорний кінь · d6 чорна тура · f6 білий пішак · c4 чорний кінь · d3 чорний король · e3 білий пішак · c2 чорна тура · d2 чорний слон · f2 білий пішак · g2 чорний пішак · h2 чорний ферзь | e8 білий король · f7 білий пішак · h7 чорний слон · c6 чорний кінь · d6 чорна тура · f6 білий пішак · c4 чорний кінь · d3 чорний король · e3 білий пішак · c2 чорна тура · d2 чорний слон · f2 білий пішак · g2 чорний пішак · h2 чорний ферзь | 6 |
| 5 | e8 білий король · f7 білий пішак · h7 чорний слон · c6 чорний кінь · d6 чорна тура · f6 білий пішак · c4 чорний кінь · d3 чорний король · e3 білий пішак · c2 чорна тура · d2 чорний слон · f2 білий пішак · g2 чорний пішак · h2 чорний ферзь | e8 білий король · f7 білий пішак · h7 чорний слон · c6 чорний кінь · d6 чорна тура · f6 білий пішак · c4 чорний кінь · d3 чорний король · e3 білий пішак · c2 чорна тура · d2 чорний слон · f2 білий пішак · g2 чорний пішак · h2 чорний ферзь | e8 білий король · f7 білий пішак · h7 чорний слон · c6 чорний кінь · d6 чорна тура · f6 білий пішак · c4 чорний кінь · d3 чорний король · e3 білий пішак · c2 чорна тура · d2 чорний слон · f2 білий пішак · g2 чорний пішак · h2 чорний ферзь | e8 білий король · f7 білий пішак · h7 чорний слон · c6 чорний кінь · d6 чорна тура · f6 білий пішак · c4 чорний кінь · d3 чорний король · e3 білий пішак · c2 чорна тура · d2 чорний слон · f2 білий пішак · g2 чорний пішак · h2 чорний ферзь | e8 білий король · f7 білий пішак · h7 чорний слон · c6 чорний кінь · d6 чорна тура · f6 білий пішак · c4 чорний кінь · d3 чорний король · e3 білий пішак · c2 чорна тура · d2 чорний слон · f2 білий пішак · g2 чорний пішак · h2 чорний ферзь | e8 білий король · f7 білий пішак · h7 чорний слон · c6 чорний кінь · d6 чорна тура · f6 білий пішак · c4 чорний кінь · d3 чорний король · e3 білий пішак · c2 чорна тура · d2 чорний слон · f2 білий пішак · g2 чорний пішак · h2 чорний ферзь | e8 білий король · f7 білий пішак · h7 чорний слон · c6 чорний кінь · d6 чорна тура · f6 білий пішак · c4 чорний кінь · d3 чорний король · e3 білий пішак · c2 чорна тура · d2 чорний слон · f2 білий пішак · g2 чорний пішак · h2 чорний ферзь | e8 білий король · f7 білий пішак · h7 чорний слон · c6 чорний кінь · d6 чорна тура · f6 білий пішак · c4 чорний кінь · d3 чорний король · e3 білий пішак · c2 чорна тура · d2 чорний слон · f2 білий пішак · g2 чорний пішак · h2 чорний ферзь | 5 |
| 4 | e8 білий король · f7 білий пішак · h7 чорний слон · c6 чорний кінь · d6 чорна тура · f6 білий пішак · c4 чорний кінь · d3 чорний король · e3 білий пішак · c2 чорна тура · d2 чорний слон · f2 білий пішак · g2 чорний пішак · h2 чорний ферзь | e8 білий король · f7 білий пішак · h7 чорний слон · c6 чорний кінь · d6 чорна тура · f6 білий пішак · c4 чорний кінь · d3 чорний король · e3 білий пішак · c2 чорна тура · d2 чорний слон · f2 білий пішак · g2 чорний пішак · h2 чорний ферзь | e8 білий король · f7 білий пішак · h7 чорний слон · c6 чорний кінь · d6 чорна тура · f6 білий пішак · c4 чорний кінь · d3 чорний король · e3 білий пішак · c2 чорна тура · d2 чорний слон · f2 білий пішак · g2 чорний пішак · h2 чорний ферзь | e8 білий король · f7 білий пішак · h7 чорний слон · c6 чорний кінь · d6 чорна тура · f6 білий пішак · c4 чорний кінь · d3 чорний король · e3 білий пішак · c2 чорна тура · d2 чорний слон · f2 білий пішак · g2 чорний пішак · h2 чорний ферзь | e8 білий король · f7 білий пішак · h7 чорний слон · c6 чорний кінь · d6 чорна тура · f6 білий пішак · c4 чорний кінь · d3 чорний король · e3 білий пішак · c2 чорна тура · d2 чорний слон · f2 білий пішак · g2 чорний пішак · h2 чорний ферзь | e8 білий король · f7 білий пішак · h7 чорний слон · c6 чорний кінь · d6 чорна тура · f6 білий пішак · c4 чорний кінь · d3 чорний король · e3 білий пішак · c2 чорна тура · d2 чорний слон · f2 білий пішак · g2 чорний пішак · h2 чорний ферзь | e8 білий король · f7 білий пішак · h7 чорний слон · c6 чорний кінь · d6 чорна тура · f6 білий пішак · c4 чорний кінь · d3 чорний король · e3 білий пішак · c2 чорна тура · d2 чорний слон · f2 білий пішак · g2 чорний пішак · h2 чорний ферзь | e8 білий король · f7 білий пішак · h7 чорний слон · c6 чорний кінь · d6 чорна тура · f6 білий пішак · c4 чорний кінь · d3 чорний король · e3 білий пішак · c2 чорна тура · d2 чорний слон · f2 білий пішак · g2 чорний пішак · h2 чорний ферзь | 4 |
| 3 | e8 білий король · f7 білий пішак · h7 чорний слон · c6 чорний кінь · d6 чорна тура · f6 білий пішак · c4 чорний кінь · d3 чорний король · e3 білий пішак · c2 чорна тура · d2 чорний слон · f2 білий пішак · g2 чорний пішак · h2 чорний ферзь | e8 білий король · f7 білий пішак · h7 чорний слон · c6 чорний кінь · d6 чорна тура · f6 білий пішак · c4 чорний кінь · d3 чорний король · e3 білий пішак · c2 чорна тура · d2 чорний слон · f2 білий пішак · g2 чорний пішак · h2 чорний ферзь | e8 білий король · f7 білий пішак · h7 чорний слон · c6 чорний кінь · d6 чорна тура · f6 білий пішак · c4 чорний кінь · d3 чорний король · e3 білий пішак · c2 чорна тура · d2 чорний слон · f2 білий пішак · g2 чорний пішак · h2 чорний ферзь | e8 білий король · f7 білий пішак · h7 чорний слон · c6 чорний кінь · d6 чорна тура · f6 білий пішак · c4 чорний кінь · d3 чорний король · e3 білий пішак · c2 чорна тура · d2 чорний слон · f2 білий пішак · g2 чорний пішак · h2 чорний ферзь | e8 білий король · f7 білий пішак · h7 чорний слон · c6 чорний кінь · d6 чорна тура · f6 білий пішак · c4 чорний кінь · d3 чорний король · e3 білий пішак · c2 чорна тура · d2 чорний слон · f2 білий пішак · g2 чорний пішак · h2 чорний ферзь | e8 білий король · f7 білий пішак · h7 чорний слон · c6 чорний кінь · d6 чорна тура · f6 білий пішак · c4 чорний кінь · d3 чорний король · e3 білий пішак · c2 чорна тура · d2 чорний слон · f2 білий пішак · g2 чорний пішак · h2 чорний ферзь | e8 білий король · f7 білий пішак · h7 чорний слон · c6 чорний кінь · d6 чорна тура · f6 білий пішак · c4 чорний кінь · d3 чорний король · e3 білий пішак · c2 чорна тура · d2 чорний слон · f2 білий пішак · g2 чорний пішак · h2 чорний ферзь | e8 білий король · f7 білий пішак · h7 чорний слон · c6 чорний кінь · d6 чорна тура · f6 білий пішак · c4 чорний кінь · d3 чорний король · e3 білий пішак · c2 чорна тура · d2 чорний слон · f2 білий пішак · g2 чорний пішак · h2 чорний ферзь | 3 |
| 2 | e8 білий король · f7 білий пішак · h7 чорний слон · c6 чорний кінь · d6 чорна тура · f6 білий пішак · c4 чорний кінь · d3 чорний король · e3 білий пішак · c2 чорна тура · d2 чорний слон · f2 білий пішак · g2 чорний пішак · h2 чорний ферзь | e8 білий король · f7 білий пішак · h7 чорний слон · c6 чорний кінь · d6 чорна тура · f6 білий пішак · c4 чорний кінь · d3 чорний король · e3 білий пішак · c2 чорна тура · d2 чорний слон · f2 білий пішак · g2 чорний пішак · h2 чорний ферзь | e8 білий король · f7 білий пішак · h7 чорний слон · c6 чорний кінь · d6 чорна тура · f6 білий пішак · c4 чорний кінь · d3 чорний король · e3 білий пішак · c2 чорна тура · d2 чорний слон · f2 білий пішак · g2 чорний пішак · h2 чорний ферзь | e8 білий король · f7 білий пішак · h7 чорний слон · c6 чорний кінь · d6 чорна тура · f6 білий пішак · c4 чорний кінь · d3 чорний король · e3 білий пішак · c2 чорна тура · d2 чорний слон · f2 білий пішак · g2 чорний пішак · h2 чорний ферзь | e8 білий король · f7 білий пішак · h7 чорний слон · c6 чорний кінь · d6 чорна тура · f6 білий пішак · c4 чорний кінь · d3 чорний король · e3 білий пішак · c2 чорна тура · d2 чорний слон · f2 білий пішак · g2 чорний пішак · h2 чорний ферзь | e8 білий король · f7 білий пішак · h7 чорний слон · c6 чорний кінь · d6 чорна тура · f6 білий пішак · c4 чорний кінь · d3 чорний король · e3 білий пішак · c2 чорна тура · d2 чорний слон · f2 білий пішак · g2 чорний пішак · h2 чорний ферзь | e8 білий король · f7 білий пішак · h7 чорний слон · c6 чорний кінь · d6 чорна тура · f6 білий пішак · c4 чорний кінь · d3 чорний король · e3 білий пішак · c2 чорна тура · d2 чорний слон · f2 білий пішак · g2 чорний пішак · h2 чорний ферзь | e8 білий король · f7 білий пішак · h7 чорний слон · c6 чорний кінь · d6 чорна тура · f6 білий пішак · c4 чорний кінь · d3 чорний король · e3 білий пішак · c2 чорна тура · d2 чорний слон · f2 білий пішак · g2 чорний пішак · h2 чорний ферзь | 2 |
| 1 | e8 білий король · f7 білий пішак · h7 чорний слон · c6 чорний кінь · d6 чорна тура · f6 білий пішак · c4 чорний кінь · d3 чорний король · e3 білий пішак · c2 чорна тура · d2 чорний слон · f2 білий пішак · g2 чорний пішак · h2 чорний ферзь | e8 білий король · f7 білий пішак · h7 чорний слон · c6 чорний кінь · d6 чорна тура · f6 білий пішак · c4 чорний кінь · d3 чорний король · e3 білий пішак · c2 чорна тура · d2 чорний слон · f2 білий пішак · g2 чорний пішак · h2 чорний ферзь | e8 білий король · f7 білий пішак · h7 чорний слон · c6 чорний кінь · d6 чорна тура · f6 білий пішак · c4 чорний кінь · d3 чорний король · e3 білий пішак · c2 чорна тура · d2 чорний слон · f2 білий пішак · g2 чорний пішак · h2 чорний ферзь | e8 білий король · f7 білий пішак · h7 чорний слон · c6 чорний кінь · d6 чорна тура · f6 білий пішак · c4 чорний кінь · d3 чорний король · e3 білий пішак · c2 чорна тура · d2 чорний слон · f2 білий пішак · g2 чорний пішак · h2 чорний ферзь | e8 білий король · f7 білий пішак · h7 чорний слон · c6 чорний кінь · d6 чорна тура · f6 білий пішак · c4 чорний кінь · d3 чорний король · e3 білий пішак · c2 чорна тура · d2 чорний слон · f2 білий пішак · g2 чорний пішак · h2 чорний ферзь | e8 білий король · f7 білий пішак · h7 чорний слон · c6 чорний кінь · d6 чорна тура · f6 білий пішак · c4 чорний кінь · d3 чорний король · e3 білий пішак · c2 чорна тура · d2 чорний слон · f2 білий пішак · g2 чорний пішак · h2 чорний ферзь | e8 білий король · f7 білий пішак · h7 чорний слон · c6 чорний кінь · d6 чорна тура · f6 білий пішак · c4 чорний кінь · d3 чорний король · e3 білий пішак · c2 чорна тура · d2 чорний слон · f2 білий пішак · g2 чорний пішак · h2 чорний ферзь | e8 білий король · f7 білий пішак · h7 чорний слон · c6 чорний кінь · d6 чорна тура · f6 білий пішак · c4 чорний кінь · d3 чорний король · e3 білий пішак · c2 чорна тура · d2 чорний слон · f2 білий пішак · g2 чорний пішак · h2 чорний ферзь | 1 |
|   | a | b | c | d | e | f | g | h |   |

FEN: 4K3/5P1b/2nr1P2/8/2n5/3kP3/2rb1Ppq/8
2 Sol

I  1.Be4 f8=S 2.Qe5+ Se6 3.Qc3 Sf4# (MM)

II 1.Rc3 f8=Q 2.Qh5+ Qf7 3.Qe2 Qxh7# (MM)
Тема Чорноуса проходить починаючи з другого ходу чорних. На другому ході чорний ферзь оголошує шах і біла фігура зв'язується. Наступним ходом та ж чорна тематична фігура іде з лінії зв'язки, розв'язуючи білу фігуру, блокує поле біля чорного короля. Розв'язана біла фігура оголошує мат чорному королю.
|   | a | b | c | d | e | f | g | h |   |
| 8 | e8 білий слон · f8 чорний кінь · a6 чорний пішак · b6 чорний пішак · d6 чорний пішак · e6 чорний слон · a5 чорний пішак · d5 білий кінь · e5 білий кінь · g5 чорний ферзь · a4 білий король · e4 чорний король · h4 чорна тура · c1 чорний кінь | e8 білий слон · f8 чорний кінь · a6 чорний пішак · b6 чорний пішак · d6 чорний пішак · e6 чорний слон · a5 чорний пішак · d5 білий кінь · e5 білий кінь · g5 чорний ферзь · a4 білий король · e4 чорний король · h4 чорна тура · c1 чорний кінь | e8 білий слон · f8 чорний кінь · a6 чорний пішак · b6 чорний пішак · d6 чорний пішак · e6 чорний слон · a5 чорний пішак · d5 білий кінь · e5 білий кінь · g5 чорний ферзь · a4 білий король · e4 чорний король · h4 чорна тура · c1 чорний кінь | e8 білий слон · f8 чорний кінь · a6 чорний пішак · b6 чорний пішак · d6 чорний пішак · e6 чорний слон · a5 чорний пішак · d5 білий кінь · e5 білий кінь · g5 чорний ферзь · a4 білий король · e4 чорний король · h4 чорна тура · c1 чорний кінь | e8 білий слон · f8 чорний кінь · a6 чорний пішак · b6 чорний пішак · d6 чорний пішак · e6 чорний слон · a5 чорний пішак · d5 білий кінь · e5 білий кінь · g5 чорний ферзь · a4 білий король · e4 чорний король · h4 чорна тура · c1 чорний кінь | e8 білий слон · f8 чорний кінь · a6 чорний пішак · b6 чорний пішак · d6 чорний пішак · e6 чорний слон · a5 чорний пішак · d5 білий кінь · e5 білий кінь · g5 чорний ферзь · a4 білий король · e4 чорний король · h4 чорна тура · c1 чорний кінь | e8 білий слон · f8 чорний кінь · a6 чорний пішак · b6 чорний пішак · d6 чорний пішак · e6 чорний слон · a5 чорний пішак · d5 білий кінь · e5 білий кінь · g5 чорний ферзь · a4 білий король · e4 чорний король · h4 чорна тура · c1 чорний кінь | e8 білий слон · f8 чорний кінь · a6 чорний пішак · b6 чорний пішак · d6 чорний пішак · e6 чорний слон · a5 чорний пішак · d5 білий кінь · e5 білий кінь · g5 чорний ферзь · a4 білий король · e4 чорний король · h4 чорна тура · c1 чорний кінь | 8 |
| 7 | e8 білий слон · f8 чорний кінь · a6 чорний пішак · b6 чорний пішак · d6 чорний пішак · e6 чорний слон · a5 чорний пішак · d5 білий кінь · e5 білий кінь · g5 чорний ферзь · a4 білий король · e4 чорний король · h4 чорна тура · c1 чорний кінь | e8 білий слон · f8 чорний кінь · a6 чорний пішак · b6 чорний пішак · d6 чорний пішак · e6 чорний слон · a5 чорний пішак · d5 білий кінь · e5 білий кінь · g5 чорний ферзь · a4 білий король · e4 чорний король · h4 чорна тура · c1 чорний кінь | e8 білий слон · f8 чорний кінь · a6 чорний пішак · b6 чорний пішак · d6 чорний пішак · e6 чорний слон · a5 чорний пішак · d5 білий кінь · e5 білий кінь · g5 чорний ферзь · a4 білий король · e4 чорний король · h4 чорна тура · c1 чорний кінь | e8 білий слон · f8 чорний кінь · a6 чорний пішак · b6 чорний пішак · d6 чорний пішак · e6 чорний слон · a5 чорний пішак · d5 білий кінь · e5 білий кінь · g5 чорний ферзь · a4 білий король · e4 чорний король · h4 чорна тура · c1 чорний кінь | e8 білий слон · f8 чорний кінь · a6 чорний пішак · b6 чорний пішак · d6 чорний пішак · e6 чорний слон · a5 чорний пішак · d5 білий кінь · e5 білий кінь · g5 чорний ферзь · a4 білий король · e4 чорний король · h4 чорна тура · c1 чорний кінь | e8 білий слон · f8 чорний кінь · a6 чорний пішак · b6 чорний пішак · d6 чорний пішак · e6 чорний слон · a5 чорний пішак · d5 білий кінь · e5 білий кінь · g5 чорний ферзь · a4 білий король · e4 чорний король · h4 чорна тура · c1 чорний кінь | e8 білий слон · f8 чорний кінь · a6 чорний пішак · b6 чорний пішак · d6 чорний пішак · e6 чорний слон · a5 чорний пішак · d5 білий кінь · e5 білий кінь · g5 чорний ферзь · a4 білий король · e4 чорний король · h4 чорна тура · c1 чорний кінь | e8 білий слон · f8 чорний кінь · a6 чорний пішак · b6 чорний пішак · d6 чорний пішак · e6 чорний слон · a5 чорний пішак · d5 білий кінь · e5 білий кінь · g5 чорний ферзь · a4 білий король · e4 чорний король · h4 чорна тура · c1 чорний кінь | 7 |
| 6 | e8 білий слон · f8 чорний кінь · a6 чорний пішак · b6 чорний пішак · d6 чорний пішак · e6 чорний слон · a5 чорний пішак · d5 білий кінь · e5 білий кінь · g5 чорний ферзь · a4 білий король · e4 чорний король · h4 чорна тура · c1 чорний кінь | e8 білий слон · f8 чорний кінь · a6 чорний пішак · b6 чорний пішак · d6 чорний пішак · e6 чорний слон · a5 чорний пішак · d5 білий кінь · e5 білий кінь · g5 чорний ферзь · a4 білий король · e4 чорний король · h4 чорна тура · c1 чорний кінь | e8 білий слон · f8 чорний кінь · a6 чорний пішак · b6 чорний пішак · d6 чорний пішак · e6 чорний слон · a5 чорний пішак · d5 білий кінь · e5 білий кінь · g5 чорний ферзь · a4 білий король · e4 чорний король · h4 чорна тура · c1 чорний кінь | e8 білий слон · f8 чорний кінь · a6 чорний пішак · b6 чорний пішак · d6 чорний пішак · e6 чорний слон · a5 чорний пішак · d5 білий кінь · e5 білий кінь · g5 чорний ферзь · a4 білий король · e4 чорний король · h4 чорна тура · c1 чорний кінь | e8 білий слон · f8 чорний кінь · a6 чорний пішак · b6 чорний пішак · d6 чорний пішак · e6 чорний слон · a5 чорний пішак · d5 білий кінь · e5 білий кінь · g5 чорний ферзь · a4 білий король · e4 чорний король · h4 чорна тура · c1 чорний кінь | e8 білий слон · f8 чорний кінь · a6 чорний пішак · b6 чорний пішак · d6 чорний пішак · e6 чорний слон · a5 чорний пішак · d5 білий кінь · e5 білий кінь · g5 чорний ферзь · a4 білий король · e4 чорний король · h4 чорна тура · c1 чорний кінь | e8 білий слон · f8 чорний кінь · a6 чорний пішак · b6 чорний пішак · d6 чорний пішак · e6 чорний слон · a5 чорний пішак · d5 білий кінь · e5 білий кінь · g5 чорний ферзь · a4 білий король · e4 чорний король · h4 чорна тура · c1 чорний кінь | e8 білий слон · f8 чорний кінь · a6 чорний пішак · b6 чорний пішак · d6 чорний пішак · e6 чорний слон · a5 чорний пішак · d5 білий кінь · e5 білий кінь · g5 чорний ферзь · a4 білий король · e4 чорний король · h4 чорна тура · c1 чорний кінь | 6 |
| 5 | e8 білий слон · f8 чорний кінь · a6 чорний пішак · b6 чорний пішак · d6 чорний пішак · e6 чорний слон · a5 чорний пішак · d5 білий кінь · e5 білий кінь · g5 чорний ферзь · a4 білий король · e4 чорний король · h4 чорна тура · c1 чорний кінь | e8 білий слон · f8 чорний кінь · a6 чорний пішак · b6 чорний пішак · d6 чорний пішак · e6 чорний слон · a5 чорний пішак · d5 білий кінь · e5 білий кінь · g5 чорний ферзь · a4 білий король · e4 чорний король · h4 чорна тура · c1 чорний кінь | e8 білий слон · f8 чорний кінь · a6 чорний пішак · b6 чорний пішак · d6 чорний пішак · e6 чорний слон · a5 чорний пішак · d5 білий кінь · e5 білий кінь · g5 чорний ферзь · a4 білий король · e4 чорний король · h4 чорна тура · c1 чорний кінь | e8 білий слон · f8 чорний кінь · a6 чорний пішак · b6 чорний пішак · d6 чорний пішак · e6 чорний слон · a5 чорний пішак · d5 білий кінь · e5 білий кінь · g5 чорний ферзь · a4 білий король · e4 чорний король · h4 чорна тура · c1 чорний кінь | e8 білий слон · f8 чорний кінь · a6 чорний пішак · b6 чорний пішак · d6 чорний пішак · e6 чорний слон · a5 чорний пішак · d5 білий кінь · e5 білий кінь · g5 чорний ферзь · a4 білий король · e4 чорний король · h4 чорна тура · c1 чорний кінь | e8 білий слон · f8 чорний кінь · a6 чорний пішак · b6 чорний пішак · d6 чорний пішак · e6 чорний слон · a5 чорний пішак · d5 білий кінь · e5 білий кінь · g5 чорний ферзь · a4 білий король · e4 чорний король · h4 чорна тура · c1 чорний кінь | e8 білий слон · f8 чорний кінь · a6 чорний пішак · b6 чорний пішак · d6 чорний пішак · e6 чорний слон · a5 чорний пішак · d5 білий кінь · e5 білий кінь · g5 чорний ферзь · a4 білий король · e4 чорний король · h4 чорна тура · c1 чорний кінь | e8 білий слон · f8 чорний кінь · a6 чорний пішак · b6 чорний пішак · d6 чорний пішак · e6 чорний слон · a5 чорний пішак · d5 білий кінь · e5 білий кінь · g5 чорний ферзь · a4 білий король · e4 чорний король · h4 чорна тура · c1 чорний кінь | 5 |
| 4 | e8 білий слон · f8 чорний кінь · a6 чорний пішак · b6 чорний пішак · d6 чорний пішак · e6 чорний слон · a5 чорний пішак · d5 білий кінь · e5 білий кінь · g5 чорний ферзь · a4 білий король · e4 чорний король · h4 чорна тура · c1 чорний кінь | e8 білий слон · f8 чорний кінь · a6 чорний пішак · b6 чорний пішак · d6 чорний пішак · e6 чорний слон · a5 чорний пішак · d5 білий кінь · e5 білий кінь · g5 чорний ферзь · a4 білий король · e4 чорний король · h4 чорна тура · c1 чорний кінь | e8 білий слон · f8 чорний кінь · a6 чорний пішак · b6 чорний пішак · d6 чорний пішак · e6 чорний слон · a5 чорний пішак · d5 білий кінь · e5 білий кінь · g5 чорний ферзь · a4 білий король · e4 чорний король · h4 чорна тура · c1 чорний кінь | e8 білий слон · f8 чорний кінь · a6 чорний пішак · b6 чорний пішак · d6 чорний пішак · e6 чорний слон · a5 чорний пішак · d5 білий кінь · e5 білий кінь · g5 чорний ферзь · a4 білий король · e4 чорний король · h4 чорна тура · c1 чорний кінь | e8 білий слон · f8 чорний кінь · a6 чорний пішак · b6 чорний пішак · d6 чорний пішак · e6 чорний слон · a5 чорний пішак · d5 білий кінь · e5 білий кінь · g5 чорний ферзь · a4 білий король · e4 чорний король · h4 чорна тура · c1 чорний кінь | e8 білий слон · f8 чорний кінь · a6 чорний пішак · b6 чорний пішак · d6 чорний пішак · e6 чорний слон · a5 чорний пішак · d5 білий кінь · e5 білий кінь · g5 чорний ферзь · a4 білий король · e4 чорний король · h4 чорна тура · c1 чорний кінь | e8 білий слон · f8 чорний кінь · a6 чорний пішак · b6 чорний пішак · d6 чорний пішак · e6 чорний слон · a5 чорний пішак · d5 білий кінь · e5 білий кінь · g5 чорний ферзь · a4 білий король · e4 чорний король · h4 чорна тура · c1 чорний кінь | e8 білий слон · f8 чорний кінь · a6 чорний пішак · b6 чорний пішак · d6 чорний пішак · e6 чорний слон · a5 чорний пішак · d5 білий кінь · e5 білий кінь · g5 чорний ферзь · a4 білий король · e4 чорний король · h4 чорна тура · c1 чорний кінь | 4 |
| 3 | e8 білий слон · f8 чорний кінь · a6 чорний пішак · b6 чорний пішак · d6 чорний пішак · e6 чорний слон · a5 чорний пішак · d5 білий кінь · e5 білий кінь · g5 чорний ферзь · a4 білий король · e4 чорний король · h4 чорна тура · c1 чорний кінь | e8 білий слон · f8 чорний кінь · a6 чорний пішак · b6 чорний пішак · d6 чорний пішак · e6 чорний слон · a5 чорний пішак · d5 білий кінь · e5 білий кінь · g5 чорний ферзь · a4 білий король · e4 чорний король · h4 чорна тура · c1 чорний кінь | e8 білий слон · f8 чорний кінь · a6 чорний пішак · b6 чорний пішак · d6 чорний пішак · e6 чорний слон · a5 чорний пішак · d5 білий кінь · e5 білий кінь · g5 чорний ферзь · a4 білий король · e4 чорний король · h4 чорна тура · c1 чорний кінь | e8 білий слон · f8 чорний кінь · a6 чорний пішак · b6 чорний пішак · d6 чорний пішак · e6 чорний слон · a5 чорний пішак · d5 білий кінь · e5 білий кінь · g5 чорний ферзь · a4 білий король · e4 чорний король · h4 чорна тура · c1 чорний кінь | e8 білий слон · f8 чорний кінь · a6 чорний пішак · b6 чорний пішак · d6 чорний пішак · e6 чорний слон · a5 чорний пішак · d5 білий кінь · e5 білий кінь · g5 чорний ферзь · a4 білий король · e4 чорний король · h4 чорна тура · c1 чорний кінь | e8 білий слон · f8 чорний кінь · a6 чорний пішак · b6 чорний пішак · d6 чорний пішак · e6 чорний слон · a5 чорний пішак · d5 білий кінь · e5 білий кінь · g5 чорний ферзь · a4 білий король · e4 чорний король · h4 чорна тура · c1 чорний кінь | e8 білий слон · f8 чорний кінь · a6 чорний пішак · b6 чорний пішак · d6 чорний пішак · e6 чорний слон · a5 чорний пішак · d5 білий кінь · e5 білий кінь · g5 чорний ферзь · a4 білий король · e4 чорний король · h4 чорна тура · c1 чорний кінь | e8 білий слон · f8 чорний кінь · a6 чорний пішак · b6 чорний пішак · d6 чорний пішак · e6 чорний слон · a5 чорний пішак · d5 білий кінь · e5 білий кінь · g5 чорний ферзь · a4 білий король · e4 чорний король · h4 чорна тура · c1 чорний кінь | 3 |
| 2 | e8 білий слон · f8 чорний кінь · a6 чорний пішак · b6 чорний пішак · d6 чорний пішак · e6 чорний слон · a5 чорний пішак · d5 білий кінь · e5 білий кінь · g5 чорний ферзь · a4 білий король · e4 чорний король · h4 чорна тура · c1 чорний кінь | e8 білий слон · f8 чорний кінь · a6 чорний пішак · b6 чорний пішак · d6 чорний пішак · e6 чорний слон · a5 чорний пішак · d5 білий кінь · e5 білий кінь · g5 чорний ферзь · a4 білий король · e4 чорний король · h4 чорна тура · c1 чорний кінь | e8 білий слон · f8 чорний кінь · a6 чорний пішак · b6 чорний пішак · d6 чорний пішак · e6 чорний слон · a5 чорний пішак · d5 білий кінь · e5 білий кінь · g5 чорний ферзь · a4 білий король · e4 чорний король · h4 чорна тура · c1 чорний кінь | e8 білий слон · f8 чорний кінь · a6 чорний пішак · b6 чорний пішак · d6 чорний пішак · e6 чорний слон · a5 чорний пішак · d5 білий кінь · e5 білий кінь · g5 чорний ферзь · a4 білий король · e4 чорний король · h4 чорна тура · c1 чорний кінь | e8 білий слон · f8 чорний кінь · a6 чорний пішак · b6 чорний пішак · d6 чорний пішак · e6 чорний слон · a5 чорний пішак · d5 білий кінь · e5 білий кінь · g5 чорний ферзь · a4 білий король · e4 чорний король · h4 чорна тура · c1 чорний кінь | e8 білий слон · f8 чорний кінь · a6 чорний пішак · b6 чорний пішак · d6 чорний пішак · e6 чорний слон · a5 чорний пішак · d5 білий кінь · e5 білий кінь · g5 чорний ферзь · a4 білий король · e4 чорний король · h4 чорна тура · c1 чорний кінь | e8 білий слон · f8 чорний кінь · a6 чорний пішак · b6 чорний пішак · d6 чорний пішак · e6 чорний слон · a5 чорний пішак · d5 білий кінь · e5 білий кінь · g5 чорний ферзь · a4 білий король · e4 чорний король · h4 чорна тура · c1 чорний кінь | e8 білий слон · f8 чорний кінь · a6 чорний пішак · b6 чорний пішак · d6 чорний пішак · e6 чорний слон · a5 чорний пішак · d5 білий кінь · e5 білий кінь · g5 чорний ферзь · a4 білий король · e4 чорний король · h4 чорна тура · c1 чорний кінь | 2 |
| 1 | e8 білий слон · f8 чорний кінь · a6 чорний пішак · b6 чорний пішак · d6 чорний пішак · e6 чорний слон · a5 чорний пішак · d5 білий кінь · e5 білий кінь · g5 чорний ферзь · a4 білий король · e4 чорний король · h4 чорна тура · c1 чорний кінь | e8 білий слон · f8 чорний кінь · a6 чорний пішак · b6 чорний пішак · d6 чорний пішак · e6 чорний слон · a5 чорний пішак · d5 білий кінь · e5 білий кінь · g5 чорний ферзь · a4 білий король · e4 чорний король · h4 чорна тура · c1 чорний кінь | e8 білий слон · f8 чорний кінь · a6 чорний пішак · b6 чорний пішак · d6 чорний пішак · e6 чорний слон · a5 чорний пішак · d5 білий кінь · e5 білий кінь · g5 чорний ферзь · a4 білий король · e4 чорний король · h4 чорна тура · c1 чорний кінь | e8 білий слон · f8 чорний кінь · a6 чорний пішак · b6 чорний пішак · d6 чорний пішак · e6 чорний слон · a5 чорний пішак · d5 білий кінь · e5 білий кінь · g5 чорний ферзь · a4 білий король · e4 чорний король · h4 чорна тура · c1 чорний кінь | e8 білий слон · f8 чорний кінь · a6 чорний пішак · b6 чорний пішак · d6 чорний пішак · e6 чорний слон · a5 чорний пішак · d5 білий кінь · e5 білий кінь · g5 чорний ферзь · a4 білий король · e4 чорний король · h4 чорна тура · c1 чорний кінь | e8 білий слон · f8 чорний кінь · a6 чорний пішак · b6 чорний пішак · d6 чорний пішак · e6 чорний слон · a5 чорний пішак · d5 білий кінь · e5 білий кінь · g5 чорний ферзь · a4 білий король · e4 чорний король · h4 чорна тура · c1 чорний кінь | e8 білий слон · f8 чорний кінь · a6 чорний пішак · b6 чорний пішак · d6 чорний пішак · e6 чорний слон · a5 чорний пішак · d5 білий кінь · e5 білий кінь · g5 чорний ферзь · a4 білий король · e4 чорний король · h4 чорна тура · c1 чорний кінь | e8 білий слон · f8 чорний кінь · a6 чорний пішак · b6 чорний пішак · d6 чорний пішак · e6 чорний слон · a5 чорний пішак · d5 білий кінь · e5 білий кінь · g5 чорний ферзь · a4 білий король · e4 чорний король · h4 чорна тура · c1 чорний кінь | 1 |
|   | a | b | c | d | e | f | g | h |   |

FEN: 4Bn2/8/pp1pb3/p2NN1q1/K3k2r/8/8/2n5
b) e5 → h5

a) 1.Kf5+ Sc4 2.Re4 Bh5 3.Re5 Sxd6# (MM)

b) 1.Ke5+ Sb4 2.Rd4 Bg6 3.Rd5 Sc6# (MM)
Вступним ходом в кожній фазі чорний король оголошує білому королю батарейний шах, білий кінь, захищає свого короля від шаху і зв'язується. На третьому ході чорна тура блокує поле біля свого короля і розв'язує білого коня, який оголошує мат.
Ця задача відібрана до Альбому України 2001—2003 роки.